# Canvas Croquis
Canvas Croquis est un jeu d'arcade de labyrinthe créé par SNK et sorti sur borne d'arcade (sur le système Main Event) en 1985,.